# Пуголовка Берга
Пуголовка Берга (Benthophilus leobergius) — вид риб з родини бичкових (Gobiidae). Зустрічається в Каспійському морі і басейні річки Волга. Широко поширений вздовж всіх берегів крім центрально-східного. Відзначається біля острова Огурчинського, в Горганській затоці, в річці Сафід. Вид описаний іхтіологом Львом Бергом, який назвав його на свою честь (лат. Leo Bergius).